# Michael Færk Christensen
Michael Færk Christensen, född den 14 februari 1986 i Hobro, Danmark, är en dansk tävlingscyklist som tog OS-silver i bancyklingslagförföljelse vid olympiska sommarspelen 2008 i Peking. 